# Volxheim
Volxheim is een plaats in de Duitse deelstaat Rijnland-Palts, en maakt deel uit van de Landkreis Bad Kreuznach.
Volxheim telt 1.143 inwoners.

## Bestuur
De plaats is een Ortsgemeinde en maakt deel uit van de Bad Kreuznach.